# Лубанг
Лубанг або Лубанґ (філіппін. Lubang) — острів у Південнокитайському морі. Входить до складу Філіппін.

## Географія
Розташований в 20 кілометрах на північний захід від острова Міндоро і є найбільшим островом архіпелагу Лубанг. Сама група островів розташована в 115 км на південний захід від столиці Маніли і складається з 7 островів. Острів поділений між двома муніципалітетами, а найбільшим поселенням є місто Лубанг у північно-західній частині острова.